# ريو غا غوتوكو إيشن!
يو غا غوتوكو إيشن! (باليابانية: 龍が如く 維新) ، هي لعبة إلكترونية من نوع عالم مفتوح و مغامرات الأكشن ، صدرت في اليابان بتاريخ 22 فبراير 2014م ، وطورها ونشرها شركة سيجا ، وهذه اللعبة من ضمن السلاسل الإضافية للعبة ياكوزا.

## طريقة اللعبة
يبدأ بطل اللعبة كازوما كيرو في عصور فترة الإقطاع اليابانية في كيوتو ، وهو يبحث عن أحد عصابات الياكوزا ، وطريقة اللعبة هو أن البطل كازوما بحمل سيف كاتانا لمحاربة العصابات الشريرة ، وسيف كاتانا هي السلاح الأساسي لكازوما وفي بعض المراحل اللعبة المتقدمة ، يتمكن كازوما بحمل المسدس القديم والمنتشر في العصور الوسطى والتي يقال بأنها برتغالية المصدر.

## الأرباح
بيعت نسخة لعبة ريو غا غوتوكو إيشن! عدد 138.158 نسخة ، ومنها 82.540 نسخة لنظام بلاي ستيشن 3، وظهور الغلاف الجديد عبر بلاي ستيشن 4 بيعت منذ يومان في المراحل الأولى من تصدير اللعبة للأسواق اليابانية.
وفي تاريخ اليوم 31 مارس عام 2014م تمكنت شركة سيجا من إصدارها نحو 390.000 ألف نسخة.

## تقييمات
قامت فاميتسو بتقييم اللعبة وحصلت على المرتبة من 38/40 و 39/40 لنظامي بلاي ستيشن 3 وبلاي ستيشن 4 .

## مصدر
1. ↑  Handrahan، Matthew (27 فبراير 2014). "Knack beats Yakuza to Japanese number one". يورو جيمر. Gamer Network. مؤرشف من الأصل في 2018-06-30. اطلع عليه بتاريخ 2014-03-01.
2. ↑  Yin-Poole، Wesley (9 مايو 2014). "How are Sega's video games selling?". يورو جيمر. Gamer Network. مؤرشف من الأصل في 2019-04-07. اطلع عليه بتاريخ 2014-05-09.
3. ↑  Sal Romano (12 فبراير 2014). "Famitsu Review Scores: Issue 1315". Gematsu. مؤرشف من الأصل في 2018-11-21. اطلع عليه بتاريخ 2014-08-14.

## وصلة خارجية
- ريو غا غوتوكو إيشن! في موقع غيم فكس.